# Râul Mătăsoaia
Râul Mătăsoaia este un curs de apă, afluent al râului Horezu. 